# El·lipse

El·lipse

El·lipse

Una el·lipse és el lloc geomètric dels punts del pla per als quals és constant la suma de les distàncies a dos punts interiors fixos denominats focus, que regeixen l'excentricitat de l'el·lipse:
L'equació d'una el·lipse centrada en el punt (0,0) és:
{\displaystyle {\frac {x^{2}}{a^{2}}}+{\frac {y^{2}}{b^{2}}}=1}
on a és la semidistància de l'eix d'abscisses de l'el·lipse, mentre que b és la semidistància sobre l'eix d'ordenades.
L'àrea que tanca aquesta el·lipse és:
{\displaystyle {\text{Àrea}}=\pi \cdot a\cdot b}
Si a=b, l'el·lipse és una circumferència, i llavors l'àrea que tanca (el cercle) és simplement π·a².
La longitud o perímetre d'una el·lipse es pot aproximar de manera raonable amb la fórmula de Rivera, en la qual s'utilitza el valor del «semieix major» (a) i el valor del «semieix menor» (b) de l'el·lipse. Expressió aproximada del perímetre o longitud d'una el·lipse:
Fórmula de Rivera:
{\displaystyle L\approx 3{\bigl (}{\sqrt {a^{2}+b^{2}}}{\bigr )}+{\bigl (}a+b{\bigr )}}
En el cas límit on b = 0, la fórmula dona el valor exacte L = 4a.
L'excentricitat de l'el·lipse (e) s'obté:
{\displaystyle e={\frac {c}{a}}}
on {\displaystyle c^{2}=a^{2}-b^{2}}
L'el·lipse és la corba cònica tancada que s'obté en la intersecció d'una superfície cònica amb un pla oblic a l'eix del con quan aquest pla no és paral·lel a cap generatriu del con.

## Definició com a lloc geomètric

El·lipse: Definició per suma de distàncies entre punts

Una el·lipse es pot definir geomètricament com un conjunt o lloc de punts en el pla euclidià:
- Donats dos punts fixos {\displaystyle F_{1},F_{2}} anomenats focus i una distància {\displaystyle 2a} que és més gran que la distància entre els focus, l'el·lipse és el conjunt de punts {\displaystyle P} de manera que la suma de les distàncies {\displaystyle |PF_{1}|,\ |PF_{2}|} es igual a {\displaystyle 2a}:{\displaystyle E=\{P\in \mathbb {R} ^{2}\,\mid \,|PF_{2}|+|PF_{1}|=2a\}\ .}

El·lipse: definició per focus i directriu circular

El punt mitjà {\displaystyle C} del segment de línia que uneix els focus s'anomena centre de l'el·lipse. La línia a través dels focus s'anomena eix major, i la línia perpendicular a aquesta a través del centre és l'eix menor. L’eix major intersecciona l'el·lipse als punts del vèrtex {\displaystyle V_{1},V_{2}}, que tenen la distància {\displaystyle a}al centre. La distància {\displaystyle c} dels focus al centre s'anomena distància focal o excentricitat lineal. El quocient {\displaystyle e={\tfrac {c}{a}}} és l'excentricitat.
El cas {\displaystyle F_{1}=F_{2}} produeix un cercle i s'inclou com un tipus especial d'el·lipse.
L'equació {\displaystyle |PF_{2}|+|PF_{1}|=2a} es pot visualitzar d'una altra manera (vegeu la figura):
Si {\displaystyle c_{2}}és el cercle amb el migpunt {\displaystyle F_{2}}i el radi {\displaystyle 2a}, després la distància d'un punt {\displaystyle P} al cercle {\displaystyle c_{2}} és igual a la distància amb el focus {\displaystyle F_{1}}: {\displaystyle |PF_{1}|=|Pc_{2}|.}
El {\displaystyle c_{2}}s'anomena directriu circular (relacionada amb l'enfocament {\displaystyle F_{2}}) de l'el·lipse. Aquesta propietat no s'ha de confondre amb la definició d'una el·lipse mitjançant una línia de directriu següent.
Utilitzant esferes de Dandelina, es pot demostrar que qualsevol secció plana d’un con amb un pla és una el·lipse, suposant que el pla no conté l’àpex i té una inclinació inferior a la de les línies del con.